# Vertova

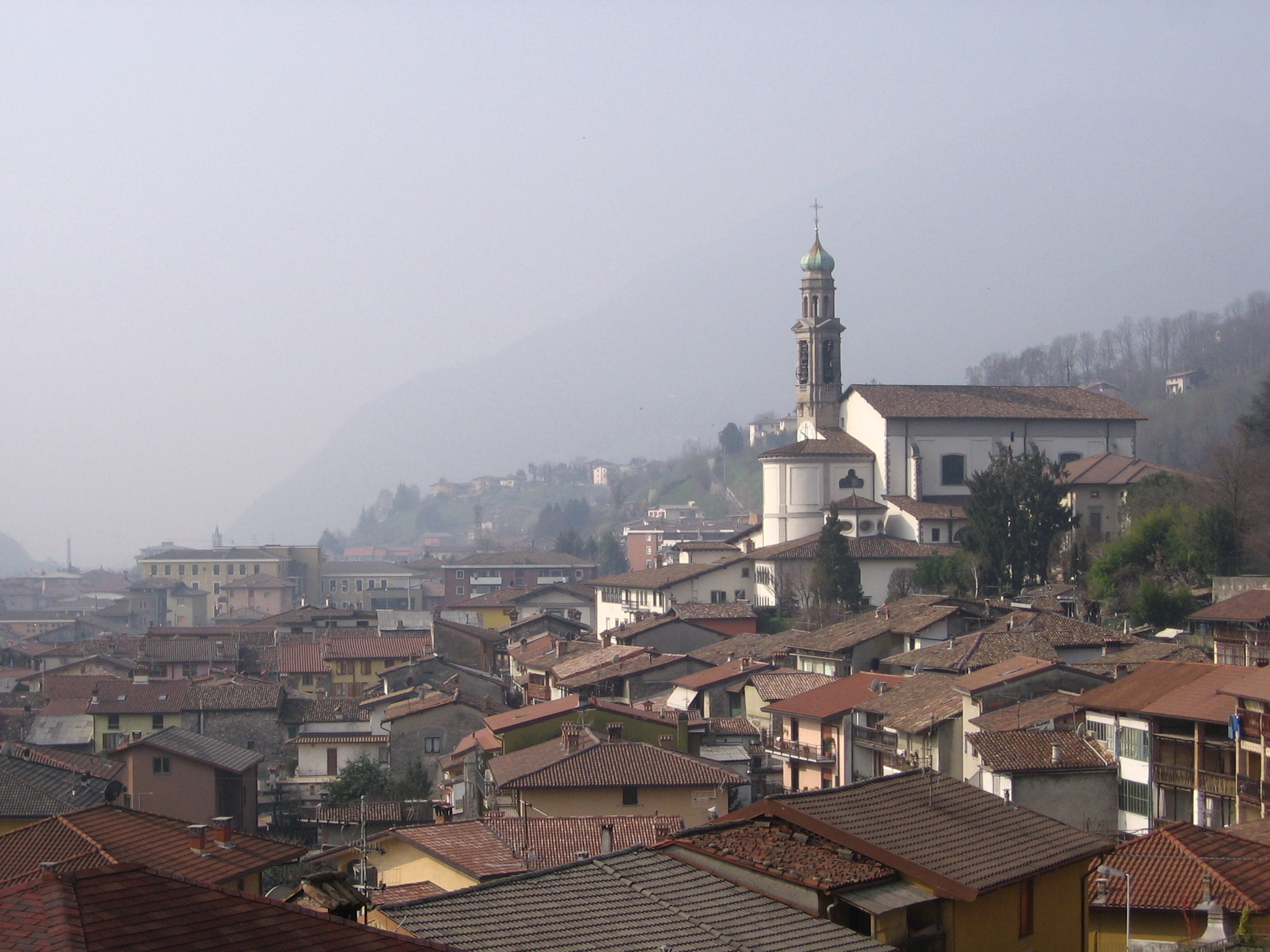
Panorama von Vertova

Vertova ist eine norditalienische Gemeinde (comune) mit 4347 Einwohnern (Stand 31. Dezember 2023) in der Provinz Bergamo in der Lombardei.
Vertova liegt am westlichen Ufer des Serio im zugehörigen Valle Seriana. An der Gemeinde vorbei führt die Strada provinciale (SP 35) von Bergamo nach Nembro. Bergamo ist darüber in 21 Kilometern Entfernung in südwestlicher Richtung zu erreichen.
Das Panorama der Stadt wird durch die Mariä Himmelfahrt gewidmete Kirche überragt.

## Persönlichkeiten
- Servílio Conti IMC (1916–2014), Geistlicher, Prälat von Roraima (Brasilien)
- Marino Morettini (1931–1990), Radrennfahrer
- Pierluigi Rottigni (* 1947), Motorradrennfahrer
- Mario Merelli (1962–2012), Bergsteiger